# 瑞讷河畔欧特吕
瑞訥河畔欧特吕（法語：Autruy-sur-Juine，法語發音：[otʁɥi syʁ ʒɥin]）是法国卢瓦雷省的一个市镇，位于该省北部偏西，属于皮蒂维耶区。

## 地理
瑞讷河畔欧特吕（48°16'32"N, 2°6'7"E）面积27.11 平方千米，位于法国中央-卢瓦尔河谷大区卢瓦雷省，该省份为法国中北部省份，北起埃松省，西北接厄尔-卢瓦省，西南接卢瓦-谢尔省，南至涅夫勒省和谢尔省，东临约讷省，东北接塞纳-马恩省。
与瑞讷河畔欧特吕接壤的市镇（或旧市镇、城区）包括：昂东维尔、博斯地区沙尔蒙、埃尔瑟维尔、博斯地区莫维尔、乌塔维尔、帕讷西耶尔、蒂尼翁维尔、昂热维尔、勒梅雷维卢瓦。

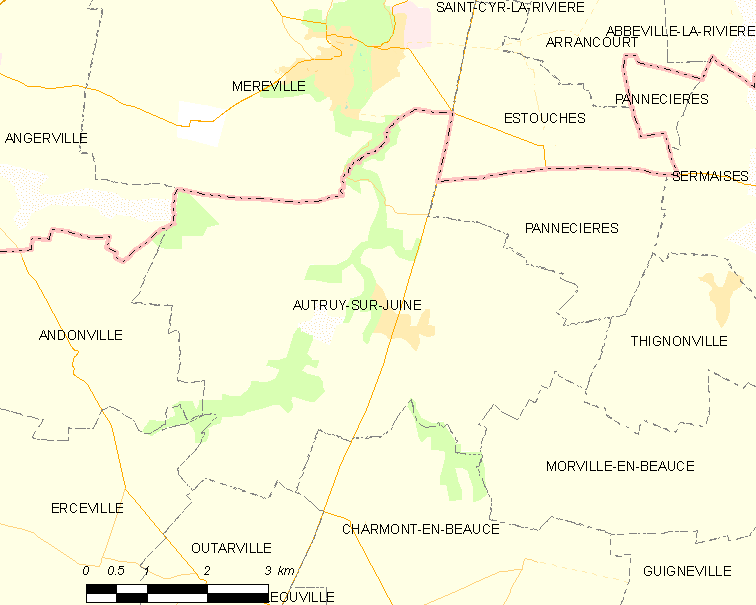
瑞讷河畔欧特吕的OSM定位图

瑞讷河畔欧特吕的时区为UTC+01:00、UTC+02:00（夏令时）。

## 行政
瑞讷河畔欧特吕的邮政编码为45480，INSEE市镇编码为45015。

## 政治
瑞讷河畔欧特吕所属的省级选区为皮蒂维耶县。

## 人口

1962-2008年间瑞讷河畔欧特吕人口变化图示

瑞讷河畔欧特吕于2022年1月1日时的人口数量为729人。